# Шлюбна (не)рівність в Україні
«Шлюбна (не)рівність в Україні» — український короткометражний документальний фільм 2023 року про права ЛГБТ+-спільноти та шлюбну рівність. Режисером фільму є Юрій Двіжон.

## Сюжет
У першій частині фільму показана викривлена реальність - гомосексуальним парам дозволяється всиновлювати дітей, одружуватися, а гетеросексуальним парам не дозволяється.
У другій частині фільму герої фільму розказують свої історії, а також присутні коментарі гетеросексуальних пар, які підтримують ЛГБТ+-спільноту.

## У ролях
- Володимир Дантес
- Дар'я Кацуріна
- Юлія Кісіль
- Кріс Головченко
- Валентина Ващенко
- Тетяна Ващенко
- Дмитро Полтава
- Анатолій Єрема
- Микола Шестаковський
- Дзен Євтігнейкін
- Дана Себесевич
- Деян
- Діана Берг
- Олександр Сосновський
- Шакіл Хомаллей
- Ігор Донскіх
- Артур Озеров
- Мішель Карась
- Олена Голубицька

### У епізодах
- Сашко Драглі
- Гарік Марущак
- Світлана Гікал
- Анастасія Стельмах
- Ілля Перекатов
- Микита Коваль
- Анаіт Адамян
- Станіслава Петлиця
- Денис Третьяченко
- Ярослав Корицький
- Соня Телечкун
- Ельдар Шеріфов
- Марія Павліхіна
- Олександр Мойсеєнко
- Ірина Коробейко
- Ганна Безменова
- Ігор Садовий
- Василь Коломієць
- Людмила Снопова
- Олексій Чурумов
- Тетяна Вакуленко
- Романа Ізабела Соутус
- Анна Дубняк